# عدالت زیست‌محیطی

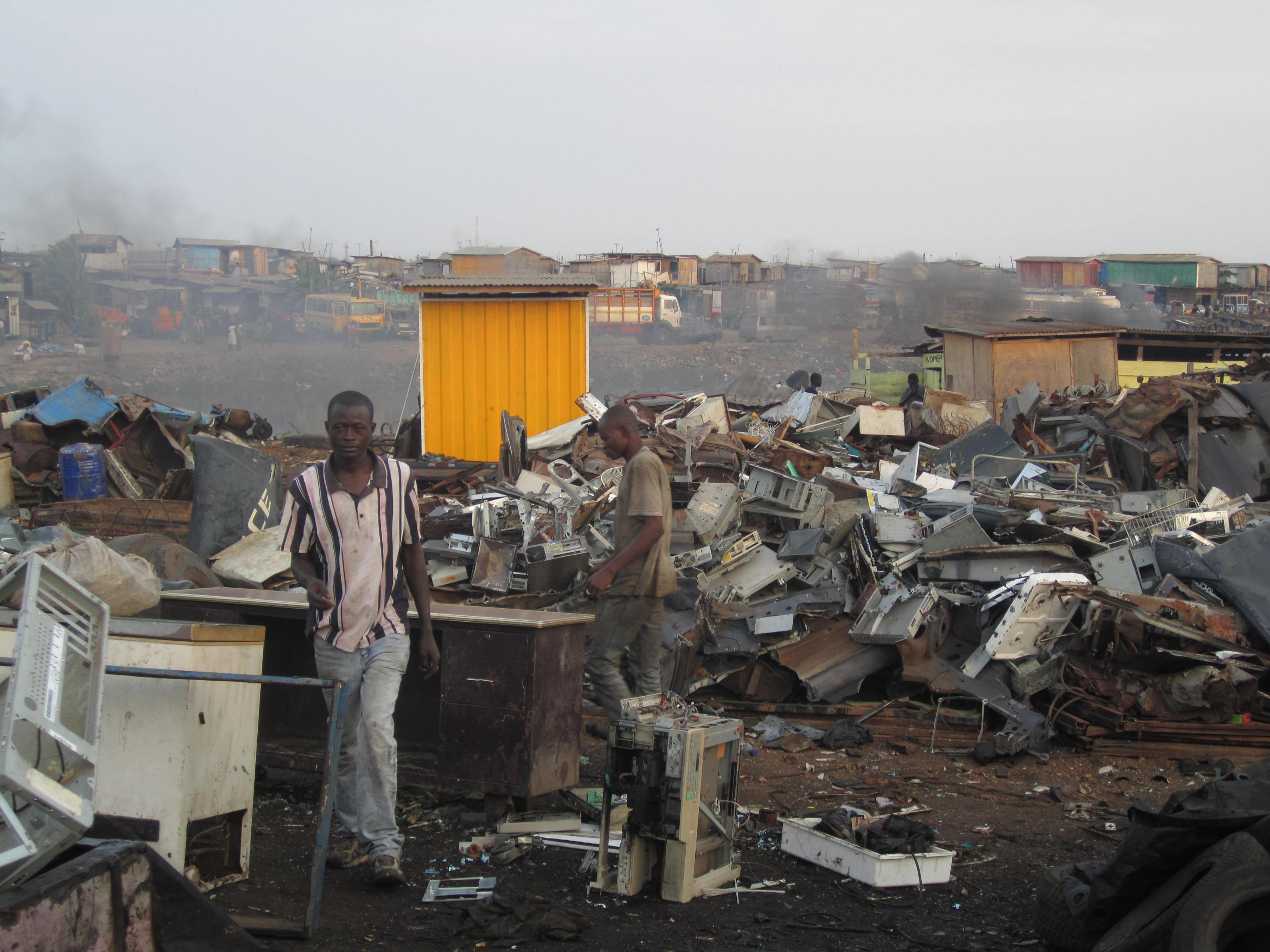
عکسی در راستای عدالت زیست‌محیطی

عدالت زیست‌محیطی یک جنبش اجتماعی برای رسیدگی به تاثیرپذیری ناعادلانه جوامع فقیر و به حاشیه رانده از آسیب‌های مرتبط با استخراج منابع، زباله‌های خطرناک و سایر کاربری‌های زمین است. این جنبش صدها مطالعه که این الگوی ناعادلانه قرارگیری در معرض آسیب‌های زیست‌محیطی را نشان دهد و همچنین مجموعه وسیعی از مکتوبات بین‌رشته‌ای علوم اجتماعی که شامل نظریه‌های محیط‌زیست و عدالت، قوانین و سیاست زیست‌محیطی، پایایی، و بوم‌شناسی سیاسی است را تولید کرده‌است. جنبش عدالت زیست‌محیطی در دهه ۱۹۸۰ در ایالات متحده آغاز شد و به شدت تحت تأثیر جنبش حقوق مدنی آمریکا قرار داشت.
مفهوم اولیه عدالت زیست‌محیطی در دهه ۱۹۸۰ بر آسیب‌های وارده به گروه‌های نژادی به حاشیه رانده شده در کشورهای ثروتمندی مانند ایالات متحده متمرکز بود و به عنوان نژادپرستی زیست‌محیطی در نظر گرفته شد. این جنبش بعداً گسترش یافت تا جنسیت، تبعیض بین‌المللی محیطی و نابرابری در گروه‌های محروم را به‌طور کامل در نظر بگیرد. از آنجایی که جنبش در کشورهای توسعه یافته و ثروتمند به موفقیت‌هایی دست یافت، بار زیست‌محیطی به جنوب جهانی منتقل شد؛ بنابراین جنبش عدالت زیست‌محیطی جهانی‌تر شده‌است و برخی از اهداف آن اکنون توسط سازمان ملل بیان شده‌ است.این جنبش با جنبش‌هایی برای حقوق زمین‌های بومی و برای حقوق بشر برای داشتن محیط زیست سالم هم‌پوشانی دارد.
هدف جنبش عدالت زیست محیطی دستیابی به عاملیت برای جوامع به حاشیه رانده شده در اتخاذ تصمیمات زیست محیطی است که بر زندگی آنها تأثیر می‌گذارد. جنبش جهانی عدالت زیست‌محیطی از درگیری‌های محیطی محلی ناشی می‌شود که در آن مدافعان محیط زیست اغلب با شرکت‌های چند ملیتی در استخراج منابع یا سایر صنایع مواجه می‌شوند. نتایج محلی این درگیری‌ها به‌طور فزاینده‌ای تحت تأثیر شبکه‌های عدالت محیطی فراملیتی قرار می‌گیرد.
محققین عدالت زیست محیطی مجموعه وسیعی از ادبیات بین‌رشته‌ای علوم اجتماعی را تولید کرده‌اند که شامل کمک به بوم‌شناسی سیاسی، حقوق محیط زیست و نظریه‌هایی در مورد عدالت و پایداری است.

## تعاریف
آژانس حفاظت از محیط زیست ایالات متحده عدالت زیست محیطی را اینگونه تعریف می‌کند:
رفتار عادلانه و مشارکت معنی‌دار همه مردم، بدون در نظر گرفتن نژاد، رنگ، ملیت یا درآمد، در تدوین، اجرای و اعمال قوانین، مقررات و سیاست‌های زیست‌محیطی. رفتار عادلانه به این معناست که هیچ گروهی از مردم، از جمله گروه‌های نژادی، قومی یا اجتماعی-اقتصادی  نباید سهم نامتناسبی از پیامدهای منفی زیست‌محیطی ناشی از فعالیت‌های صنعتی، شهری و تجاری یا اجرای برنامه‌ها و سیاست‌های فدرال، ایالتی، محلی و قبیله‌ای متحمل شوند.
عدالت زیست‌محیطی نیز به عنوان نژادپرستی زیست‌محیطی یا نابرابری زیست‌محیطی مورد بحث قرار می‌گیرد.
عدالت زیست محیطی معمولاً به عنوان عدالت توزیعی تعریف می شود که توزیع عادلانه خطرات و منافع زیست محیطی است.برخی از تعاریف عدالت رویه ای را که مشارکت منصفانه و معنادار در تصمیم گیری است، مورد توجه قرار می دهد. برخی دیگر از محققین بر عدالت شناختی تأکید دارند که عبارت است از به رسمیت شناختن ظلم و تفاوت در جوامع عدالت محیطی. ظرفیت مردم برای تبدیل کالاهای اجتماعی به یک جامعه شکوفا، معیار دیگری برای یک جامعه عادلانه است.با این حال، ابتکاراتی برای گسترش مفهوم عدالت زیست‌محیطی فراتر از سه رکن توزیع، مشارکت و شناخت انجام شده است.